# 전자증배관

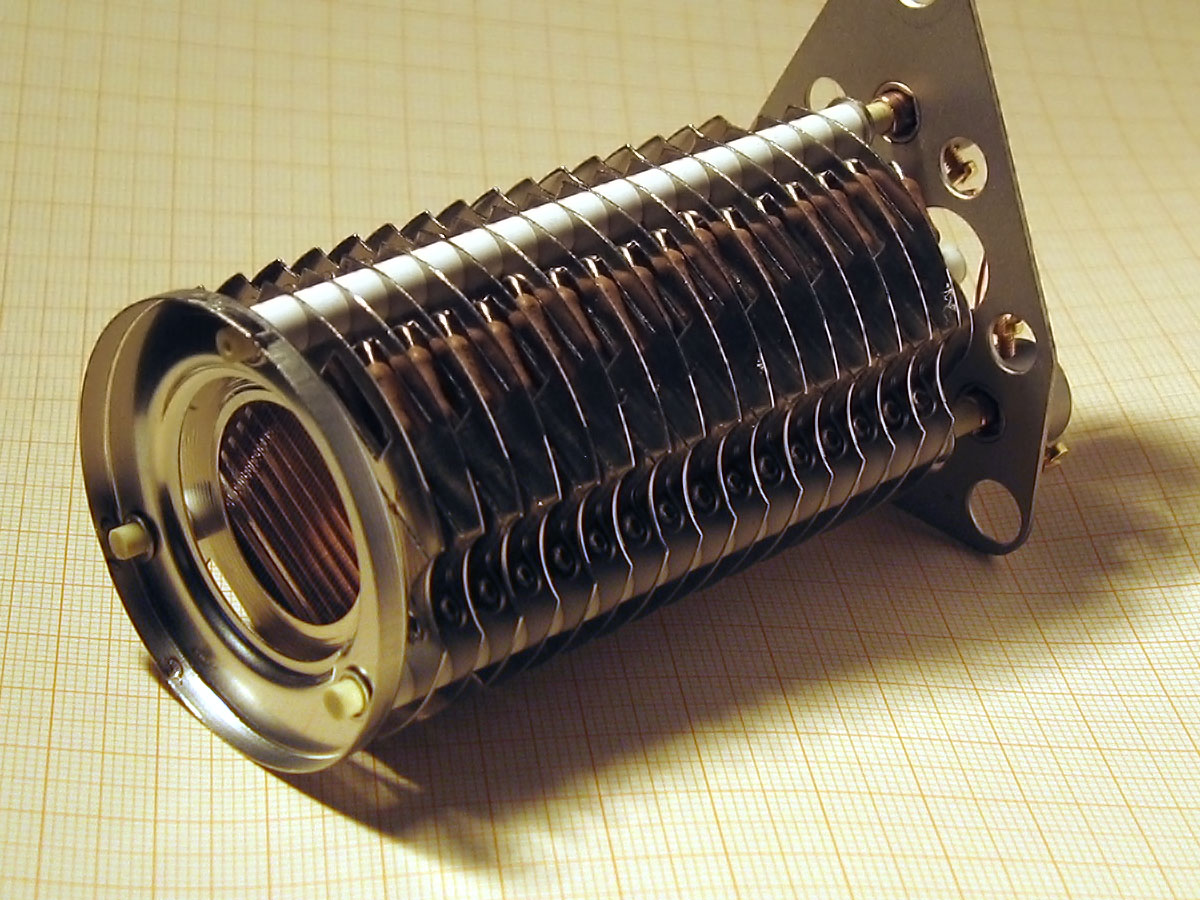
전자증배관

전자증배관(Electron multiplier) 또는 전자증배기는 입사 전하를 곱하는 진공관 구조이다. 2차 방출이라고 하는 과정에서 단일 전자가 2차 방출 물질에 충격을 가하면 대략 1~3개의 전자 방출을 유도할 수 있다. 이 금속판과 또 다른 금속판 사이에 전위가 가해지면 방출된 전자는 다음 금속판으로 가속되어 더 많은 전자의 2차 방출을 유도한다.

## 역사
1930년 러시아의 물리학자 레오니드 알렉산드로비치 쿠베츠키는 장치를 통해 전위를 증가시켜 2차 전자를 제거하기 위해 단일 튜브에서 다이노드 또는 2차 전자 방출기와 결합된 광음극을 사용하는 장치를 제안했다. 전자증배기는 계수 σ를 사용하고 σn의 이득을 생성하는 총 다이노드 수에 관계없이 사용할 수 있다. 여기서 n은 이미터(emitter)의 수이다.

## 같이 보기
- 광전관
- 광전 증폭관